# Incendio de Mesa Redonda de 2001
El incendio de Mesa Redonda de 2001 fue un siniestro acontecimiento ocurrido en la zona comercial homónima, en el distrito de Lima, ciudad homónima, capital del Perú. Ocurrió a las 7:15 p. m. (UTC-5, hora local del Perú) del sábado 29 de diciembre de 2001. Fue el peor incendio relacionado con fuegos artificiales de la historia en términos de muertes. Según cifras oficiales, el incendio causó la muerte de 277 personas, si bien se estimó en 2021 que la cifra de fallecidos alcanzó las 400 personas, producto de los heridos por quemaduras y al no considerarse centenares de desaparecidos, y restos humanos no identificados.

## Ubicación

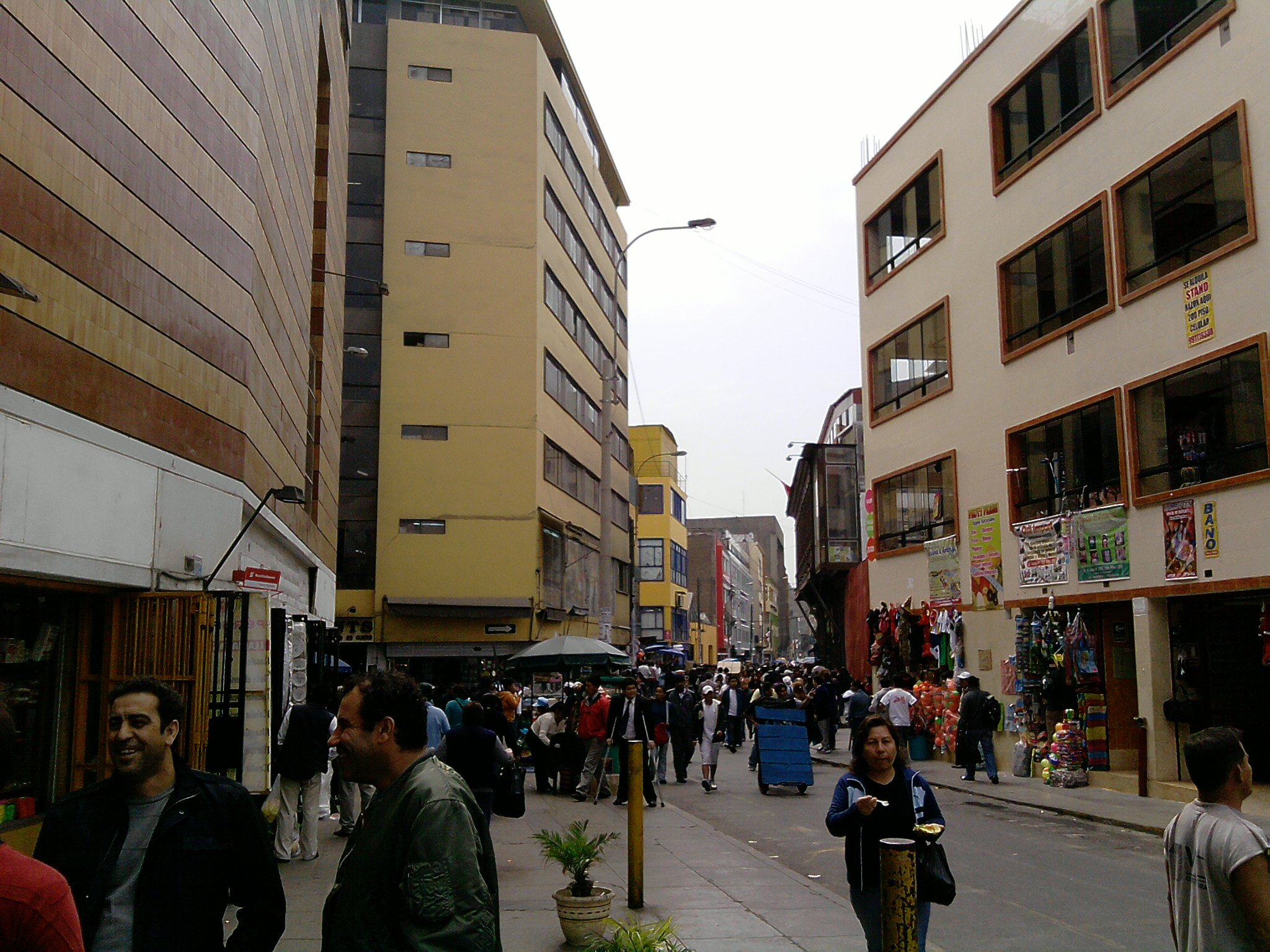
El Jirón Cusco de Mesa Redonda en 2010, próximo al lugar donde ocurrió el siniestro.

Mesa Redonda es como se conoce a una zona del centro histórico de Lima en torno a las calles Andahuaylas, Cuzco y Puno, en el Cercado, del sector denominado Barrios Altos. Cuyo sector, es una de las partes más antiguas de la ciudad y con un urbanismo que sufre de un gran deterioro. En los últimos años, ha surgido en esta zona un pujante comercio basado en economía informal, cuya principal atracción para el público, es la de ofrecer precios más bajos que en otras zonas de la ciudad. Este comercio se desarrolla tanto en tiendas y "galerías comerciales" superiores e inferiores, como en puestos callejeros informales. En esta zona el comercio, además, aumenta con motivo del año nuevo. Sin embargo, a pesar de la prohibición expresa, también se vendía material pirotécnico, el cual era almacenado sin reunir las más mínimas medidas de seguridad.

## El incendio
El incendio ocurrió el 29 de diciembre de 2001 a las 7:15 p. m., a instantes de realizarse una demostración de un artefacto pirotécnico hecho por un vendedor informal cerca de la tienda Portal del Jirón Andahuaylas, ubicada al cruce con el Jirón Cuzco. La explosión ocurrió cuando los cohetes despegaron de la tienda, que se esparció hacia los almacenes de material.
El lugar es altamente conocido por su comercio de fuegos pirotécnicos para las fiestas de fin de año, considerándola como zona de muy alto riesgo, al menos fue mil toneladas que se almacenaba por ese entonces. Debido a la reacción en cadena, al incendiarse formó una tormenta ígnea donde quedaron decenas de personas atrapadas. El fuego dañó a cinco galerías comerciales en los jirones Cuzco y, posteriormente, Andahuaylas y se extendió a otras cuatro manzanas en minutos.
Su difícil evacuación de las tiendas, donde circulan varios vendedores y clientes en calles angostas, con automóviles estacionados en el cruce, complicó la labor de los bomberos para extinguir el incendio. Debido a ello, en dos horas se requirió el apoyo de otras compañías para atender a centenares de atrapados por asfixia. Según la Dirección de Prevención e Investigación de Incendios del CGBVP se reportaron temperaturas de hasta 1200 °C, lo cual carbonizó a las víctimas, y una bola de fuego de 800 °C que se desplazó por las calles e impidió la salida de personas y vehículos.
El evento causó la muerte de 277 personas, 247 resultaron heridos de los cuales: 137 sufrieron quemaduras, 45 asfixias y 38 politraumatismos. Inicialmente, a dos días del incidente, el ministro de salud Luis Solari reportó que 647 personas estaban desaparecidas. También se reportaron pérdidas materiales de aproximadamente diez millones de dólares americanos.
La investigación preliminar mostró negligencia de autoridades, comerciantes y compradores, y el total incumplimiento de las normas de seguridad a pesar de las repetidas denuncias de los bomberos. En palabras de los bomberos en su informe de 2002:

Cuando todos de una u otra manera nos preparábamos para días de tregua, irrumpieron escenas de un dantesco incendio y de personas llorando y gritando desconsoladamente después de haber perdido pertenencias y seres queridos. Luego las imágenes de después de la batalla: un lugar en cenizas, humeando; restos calcinados, heridos en hospitales, colas en la Morgue, rostros de desconsuelo, terror e indignación. Y a partir de ese momento, lo de siempre: qué horror, cómo pudo pasar, quién fue, yo no fui. Unos cuantos días así, y de nuevo a la normalidad: lo que queda del entorno de Mesa Redonda reabre sus puertas, el Perú es más grande que sus problemas, solo que con más muertes absurdas y en el olvido.

Fueron tantos muertos sin identificar que en el Cementerio El Ángel, donde fueron enterrados, están con lápidas NN.

## Después del incendio
En 2002, el Ministerio Público ofreció un portal web para identificar a las víctimas del incendio. Además, se realizó una campaña de recaudación de fondos El Perú se da la mano, a cargo de Frecuencia Latina.
Tras el suceso, se endureció la vigilancia en la venta de material pirotécnico, por lo que no se ha vuelto a permitir la venta de pirotécnicos en "Mesa Redonda". Además, que se propuso impedir la venta ambulatoria. En 2008, se inició el proceso judicial sobre el caso. A pesar de los centenares de muertos, lesionados y desaparecidos, los tribunales peruanos nunca llegaron a determinar responsabilidades por el caso. En 2016, se capturó a Marín Rodolfo Díaz, posiblemente uno de los responsables del incendio. Finalmente, fue liberado debido a un error de la policía.